# Tobago Main Ridge Forest Reserve
De Tobago Main Ridge Forest Reserve is een natuurgebied in Tobago, met een grootte van 3958 ha, voornamelijk bestaande uit tropisch regenwoud.
Het reservaat is de thuisbasis van een aantal planten- en diersoorten, veelal endemisch. Naar schatting komen er minstens twaalf soorten zoogdieren, twintig soorten slangen, zestien soorten hagedissen en tweehonderd soorten vogels voor. Vogels als de prachtmanakin, gekraagde trogon en trinidadmotmot komen ook op Trinidad voor. Voorbeelden van endemische soorten zijn Campylopterus ensipennis.
Naast de endemische reptielen van Tobago werden er ook soorten geïntroduceerd vanuit ander eilanden zoals Anolis richardii en Anolis aeneus vanuit Grenada en Sphaerodactylus argus, de Antilliaanse kogelvingergekko. Omdat Tobago ooit verbonden was met het Zuid-Amerikaanse continent, is veel van de fauna van continentale oorsprong, wat later resulteerde in het ontstaan van een aanzienlijke hoeveelheid endemische soorten.
Vooral anolissen zijn bekend om de snelle evolutie tot nieuwe soorten op de eilanden van de Antillen, deze reptielen worden dan ook vergeleken met de Darwinvinken.

## Historie en beschermingsstatus
Het Tobago Main Ridge Forest Reservaat wordt gezien als een van de oudste beschermde natuurgebieden in de wereld en werd opgericht op 13 april 1776. Het reservaat wordt beheerd door het ministerie van Natuurlijke Hulpbronnen en Milieu. Het reservaat is een Nationaal Erfgoed en valt onder de Nationale Trust Act. In 2011 is een aanvraag ingediend voor erkenning als World Heritage Site door UNESCO. Het gebied wordt beschouwd als een belangrijke eco-toeristische bestemming.